# East 17
East 17 je anglický popový boy band, sestávající z původního člena Terryho Coldwella, Robbieho Craiga (od roku 2014) a Terryho Johna (od roku 2018). V původní sestavě byli také John Hendy, Brian Harvey a Tony Mortimer. Dalším bývalými členem byl Blair Dreelan (od 2012 manažer skupiny Union J). Skupina dostala 18 singlů do britského žebříčku dvaceti nejprodávanějších písní a čtyři desky do žebříčku deseti nejprodávanějších alb. Celosvětově prodala 18 milionů alb. Byla jednou z nejpopulárnějších britských chlapeckých kapel první poloviny devadesátých let 20. století. Její styl míchal pop a hip hop, zejména v písních jako House of Love a Let It Rain. Jejím největším hitem byla ovšem balada Stay Another Day, která se stala nejprodávanější vánoční písní v Británii v roce 1994. Jejich rivaly byly ve své době zvláště Take That. Skupina byla pojmenována podle poštovní značky jejich domovské londýnské čtvrti, Walthamstow.

## Diskografie

### Studiová alba
- 1992 – Walthamstow
- 1994 – Steam
- 1995 – Up All Night
- 1998 – Resurrection
- 2012 – Dark Light

### Rozšířené
- 2017 – 24/7: Australian Tour Edition

### Kompilace
- 1996 – Around the World Hit Singles: The Journey So Far
- 2005 – The Very Best of East Seventeen
- 2006 – East 17: The Platinum Collection
- 2010 – Stay Another Day: The Very Best of East 17